# Immobilienblase

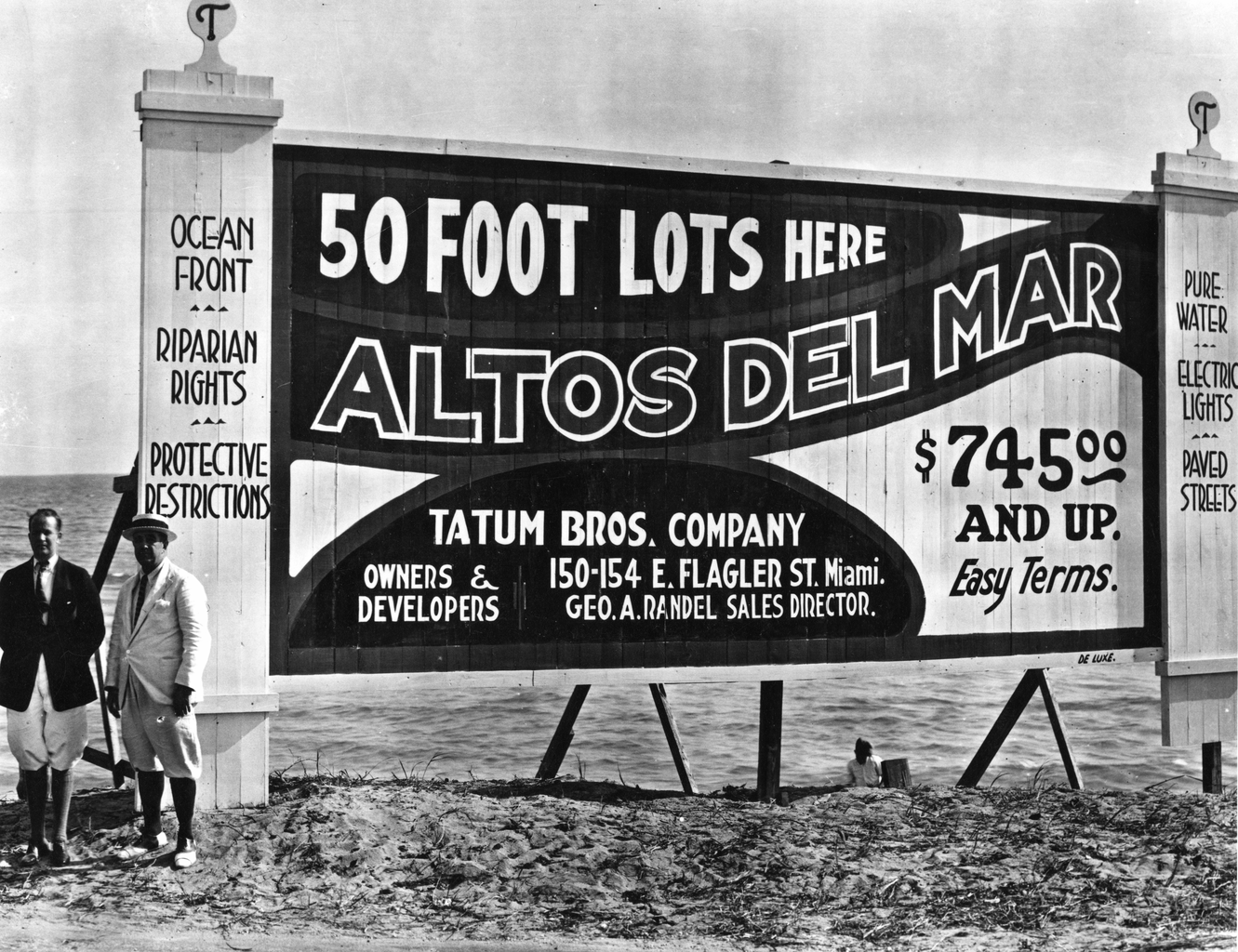
Grundstücksreklame, Altos del Mar, Florida, Mitte 1920er Jahre

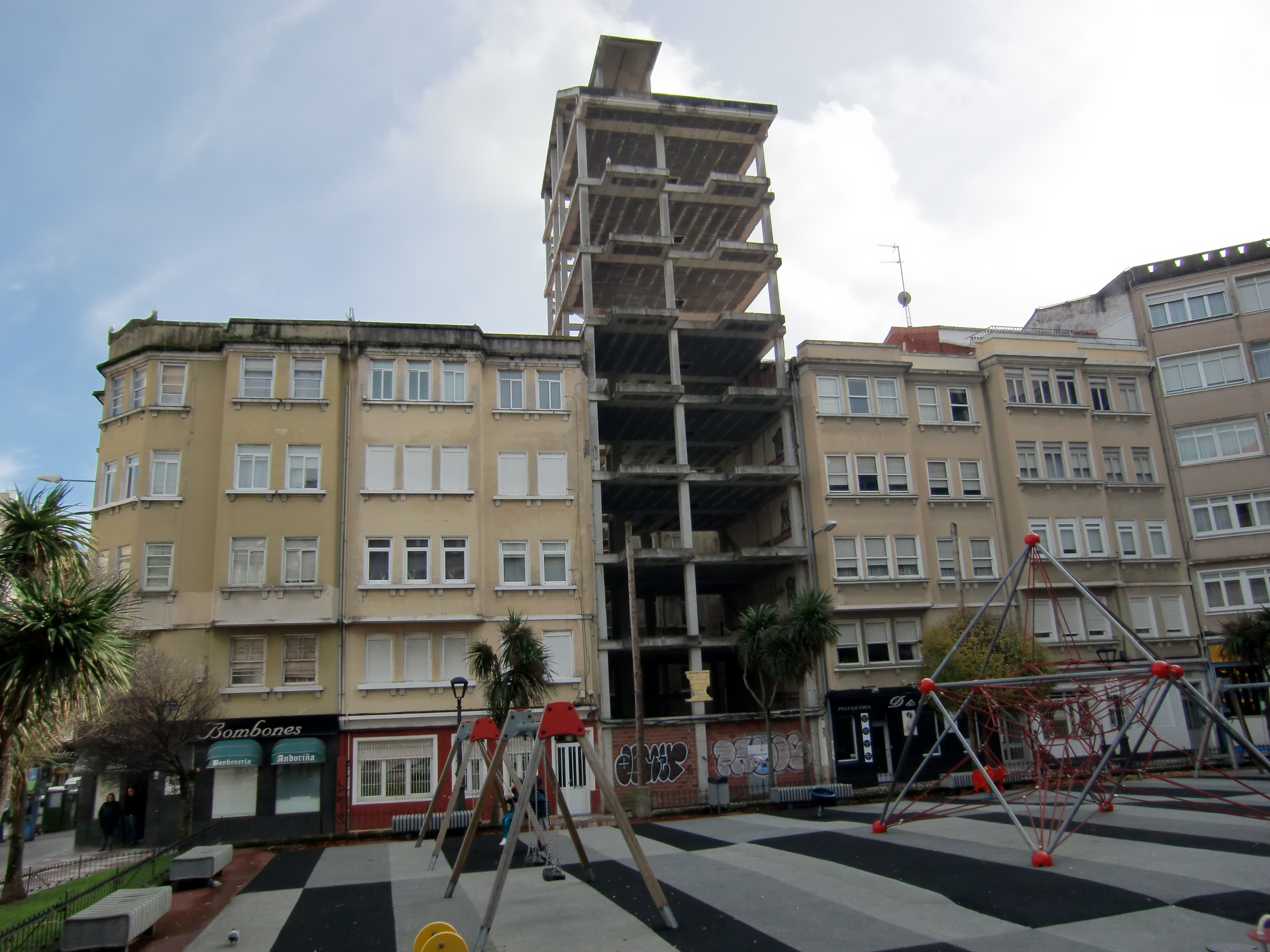
Verwaistes Überbleibsel der Immobilienblase Spanien 1997/2007, Plaza del Padre José Rubinos, A Coruña, Januar 2016

Eine Immobilienblase ist eine Spekulationsblase, bei der Immobilien als Handelsobjekt für Spekulationszwecke fungieren. 

## Allgemeines
Hierbei kommt es auf einem regional und/oder nutzungsspezifisch abgegrenzten Teilmarkt des Immobilienmarktes zu einer deutlichen Überbewertung von Immobilien. Früher oder später erreicht der Markt vor allem durch Immobilienspekulation einen Höchststand; dann fallen die Preise. Meist fallen sie in relativ kurzer Zeit stark (wegen Angebotsüberhangs und/oder Nachfragelücke, da die Nachfrage sinkt, weil z. B. viele potenzielle Nachfrager mit weiter fallenden Preisen rechnen und/oder weil Banken Kreditrationierung beim Immobilienkrediten vornehmen; das Angebot steigt z. B., weil Eigentümer eine Baisse befürchten und Gewinnmitnahmen realisieren wollen, bevor die Preise weiter sinken). Es kann jedoch auch vorkommen, dass die nominalen Preise über einen längeren Zeitraum stabil bleiben und somit nur die realen Immobilienpreise sinken.

## Beispiele
Beispiele für eine Immobilienblase sind von 1343 bis 1346 in Norditalien, 1887 in Italien, sowie 1926 der Landboom in Florida. 1990 gab es eine Blase bezüglich der Büroimmobilien in Japan, Anfang der 1990er-Jahre gab es eine in der Schweiz, sowie in Mexiko. Von 1991 bis mindestens 1994 gab es Spekulationen mit Gewerbeimmobilien und Mehrfamilienhäusern in den „Neuen Bundesländern“ Deutschlands, von denen ein Teil den Begriff der Schrottimmobilie prägten.
In den Jahren 2002 bis 2007 gab es eine Spekulationsblase in Spanien, 2007 bezüglich privater Wohnimmobilien in den USA auf dem Subprime-Markt (Finanzkrise ab 2007), 2008 in Irland. 2014 wurde für die USA vor einer erneuten Blasenbildung gewarnt. Im Spätsommer 2017 gab es eine in Kanada.
In der VR China ist der Immobiliensektor (Stand Mitte 2023) angeschlagen.

## Ursachen

### Kreditinduzierte Immobilienblasen

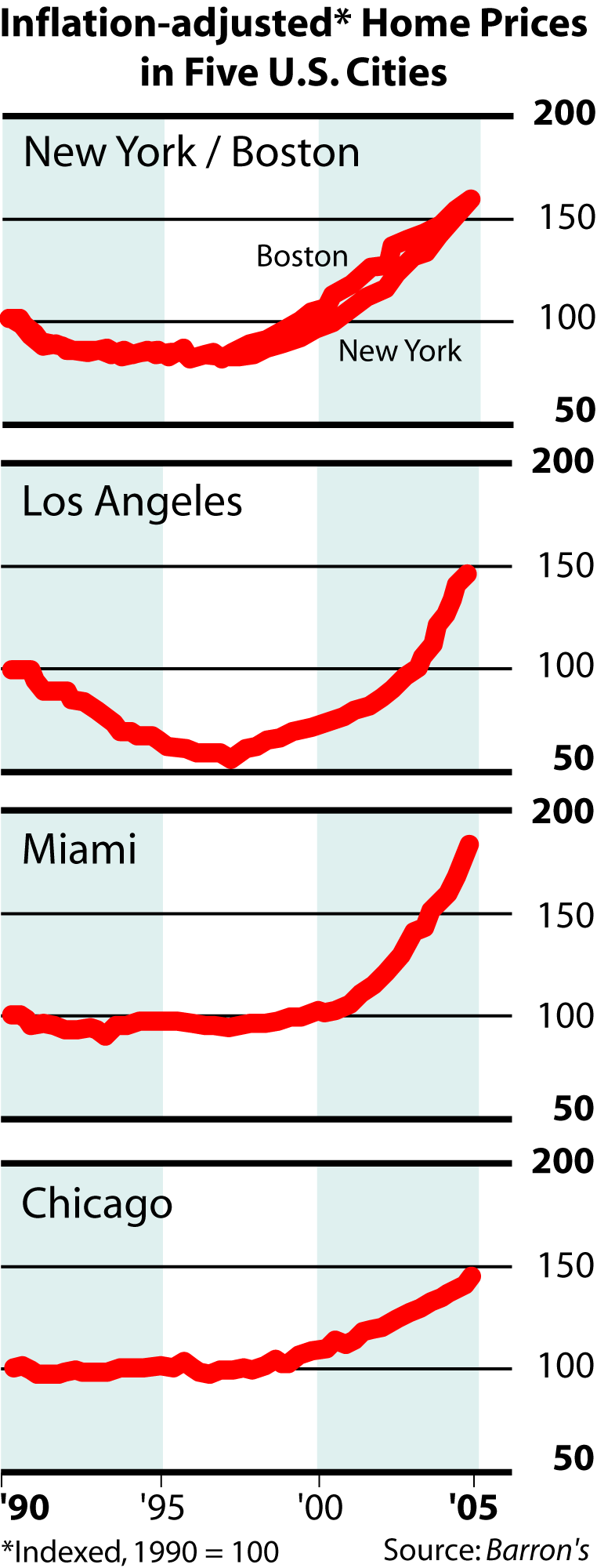
Entwicklung der Immobilienpreise in mehreren US-amerikanischen Großstädten 1990/2005

Kreditinduzierte Immobilienblasen resultieren aus einer deutlichen Ausweitung und/oder Verbilligung des Angebots an Immobilienfinanzierungen. Die Ursachen hierfür sind vielfältig. Der Effekt ist häufig auf zu geringe Markttransparenz oder zu geringe Marktregulierung zurückzuführen.
Durch eine deutliche und systematische Ausweitung der Kreditgewährung auch an Darlehensnehmer mit geringer Bonität („Subprime-Kredite“) entsteht eine erhebliche zusätzliche Immobiliennachfrage, die auf ein (aufgrund der Begrenzung der Ressource Boden) beschränktes Angebot trifft. Das geschah z. B. in den USA bis 2007. Die steigende Nachfrage führt in der Regel zu steigenden Immobilienpreisen. Der gleiche Mechanismus wirkt bei einer deutlichen Verbilligung der Kreditkosten z. B. durch ein Sinken des Zinsniveaus. Jeder Kreditnehmer kann sich in der Folge „mehr“ Immobilie bei gleichbleibender laufender Belastung leisten. Auch hier begünstigt die erhöhte Nachfrage steigende Immobilienpreise. Unterbleibt, wie in den USA geschehen, bei einem Zusammentreffen derartiger Faktoren eine Intervention durch die zuständigen Aufsichtsgremien, weil z. B. die positiven konjunkturellen Folgen der Immobilienpreissteigerung gewollt sind, und fehlt auch die Gegenreaktion des Marktes auf die steigende Kreditnachfrage (durch steigende Kreditkosten bzw. Zinsen), so entwickelt sich eine Immobilienblase. Es kommt zu einer sich selbst tragenden Entwicklung; immer mehr Nachfrage begünstigt immer höhere Preise.

### Fiskalinduzierte Immobilienblasen
Durch staatliche Eingriffe in den Immobilienmarkt, z. B. durch spezielle steuerliche Anreize, kann es ebenfalls zu erheblichen Fehlentwicklungen am Immobilienmarkt kommen. Da Planung und Bau einer Immobilie regelmäßig mit erheblicher Laufzeit verbunden sind, werden Fehlentwicklungen manchmal zu spät erkannt.
So wurden in Deutschland nach der Wiedervereinigung 1990 erhebliche Investitionen in den neuen Bundesländern, unter anderem in Büroimmobilien, induziert. Grund dafür waren steuerliche Anreize für Investoren auf dem Immobilienmarkt. Diese lösten einen Bauboom aus, der nach mehrjähriger Dauer bis zur Fertigstellung der Gebäude auf eine deutlich zu geringe Nachfrage traf, so dass der Preis dieser Immobilien empfindlich abstürzte.
Im Zusammenhang mit der Einführung des Euros im Jahre 2002 versuchten in Spanien zahlreiche Personen und Firmen, Schwarzgeld in Peseten durch Immobilienkäufe zu  „waschen“. Dies löste einen Preisanstieg aus. Zudem sanken die Kreditzinsen (Nominalzinsen und Realzinsen) deutlich. Der Markt entwickelte eine Eigendynamik, die erst im Sommer 2007 stoppte.

## Entwicklung
Zahlreiche Beobachter sehen seit Beginn der 2010er Jahre in China die Entwicklung einer Immobilienblase; hier wurden jährlich mehrere Städte „auf der grünen Wiese“ gebaut („Retortenstädte“); Zheng Zhou New District war für längere Zeit eine Geisterstadt; ebenso Kangbashi. Auch in Anting gibt es hohe Leerstandsquoten. Anfang 2017 gab es Anzeichen mindestens einer Delle in der Blase.
Der bekannte Ökonom Nouriel Roubini hielt 2013 „Anzeichen für eine Überhitzung – wenn nicht gar richtiggehende Blasen – auf den Immobilienmärkten der Schweiz, Schwedens, Norwegens, Finnlands, Frankreichs, Deutschlands, Kanadas, Australiens, Neuseelands sowie einmal mehr Großbritanniens (genauer gesagt: London) [für] erkennbar.“ In den Schwellenländern, so Roubini, „zeichnen sich Blasenbildungen in Hongkong, Singapur, China und Israel sowie in wichtigen städtischen Zentren der Türkei, Indiens, Indonesiens und Brasiliens ab.“
Angesichts sich rapider entwickelnder Immobilien- und Mietpreise in bestimmten Regionen vor allem in Ballungszentren wird auch für Deutschland immer wieder die Entwicklung einer Immobilienblase diskutiert: Z. B. stiegen in Berlin von Ende 2016 bis Ende 2017 die Immobilienpreise um durchschnittlich 15,6, in Frankfurt am Main um 12,5, in Hamburg, Stuttgart sowie Köln um rund 11 Prozent. Der Internationale Währungsfonds (IWF) sah bei seiner Wirtschaftsprognose für Deutschland vom Sommer 2018 die Gefahr der Bildung einer Immobilienblase in den großen Zentren als eines der größten Risiken.

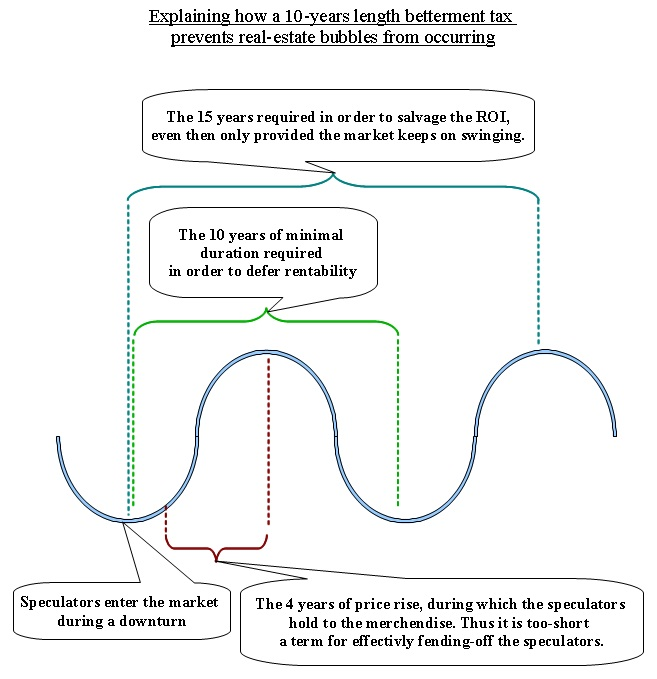
Wie man Spekulanten vom Immobilienmarkt fernhält (englisch)

Die Ökonomen Moritz Schularick (Uni Bonn), Alan Taylor und Òscar Jordà (beide University of California) stellten Ende Juni 2014 eine Studie vor, die über einen Zeitraum von 140 Jahren untersuchte, welche Korrelationen es zwischen lockerer Geldpolitik, Kreditvergabe, steigenden Immobilienpreisen und Finanzkrisen gibt.

## Politik
Um eine Immobilienkrise in Deutschland zu vermeiden, hat die Bundesregierung am 6. Juni 2017 das Gesetz zur Ergänzung des Finanzdienstleistungsaufsichtsrechts im Bereich der Maßnahmen bei Gefahren für die Stabilität des Finanzsystems und zur Änderung der Umsetzung der Wohnimmobilienkreditrichtlinie (Finanzaufsichtsrechtergänzungsgesetz) beschlossen (§ 48u KWG).
Die Darlehensvergabe kann beschränkt werden durch:
- die Vorgabe einer Obergrenze für den Quotienten aus dem gesamten Fremdkapitalvolumen einer Immobilienfinanzierung und dem Marktwert der Wohnimmobilien zum Zeitpunkt der Darlehensvergabe (Darlehensvolumen-Immobilienwert-Relation) und
- die Vorgabe eines Zeitraums, innerhalb dessen ein bestimmter Bruchteil eines Darlehens spätestens zurückgezahlt werden muss oder, bei endfälligen Darlehen, die Vorgabe einer maximalen Laufzeit (Amortisationsanforderung).

Davon ausgenommen sind Kleinkredite (Bagatellgrenze) sowie Kredite für die Immobilien-Sanierung und -Renovierung.